# Torrella
Torrella és un municipi del País Valencià situat a la comarca de la Costera. El municipi forma una conurbació amb les veïnes poblacions de Cerdà i Llanera de Ranes.
Limita amb Canals, Cerdà, la Granja de la Costera, Xàtiva, Llanera de Ranes, Novetlè i Vallés.

## Geografia
El seu terme és de reduïdes proporcions i el relleu és gairebé pla, ja que només mereixen ser destacats la Lloma Vella i el barranc de la Foia. La major part del terme es rega amb la séquia de Ranes i entre els conreus hi ha un fort predomini dels cítrics (49 hectàrees). L'espai urbà s'organitza en tres carrers en el sentit dels meridians, i un altre transversal, el carrer de la Pau.
El sòl és calcari en les zones més elevades, i sedimentari quaternari en les parts més profundes.
El clima és de tipus mediterrani.

## Història
Població documentada en època islàmica que rere la conquesta cristiana passà a dependre de Xàtiva. Els seus primers senyors van ser el Llansol i després, segons consta en el Llibre del Repartiment, Petrus Torrelles, qui va donar el topònim a la població. El 1609 tenia 28 famílies i era el seu senyor mossèn Torrella. El 1611, juntament amb altres pobles propers, mantingué un plet amb la ciutat de Xàtiva perquè els obligaven a satisfer uns tributs sobre la carn i, com no pagaven, els expropiaven béns de llurs cases. En el segle xix produïa blat, dacsa, seda, garrofes i oli. Obtingué la independència de Xàtiva a les primeries del segle xix.

## Demografia
| 1990 | 1992 | 1994 | 1996 | 1998 | 2000 | 2002 | 2004 | 2006 | 2008 | 2010 | 2021 |
| ---- | ---- | ---- | ---- | ---- | ---- | ---- | ---- | ---- | ---- | ---- | ---- |
| 167  | 191  | 213  | 204  | 196  | 175  | 174  | 166  | 149  | 150  | 145  | 135  |

## Economia
La seua economia és bàsicament agrària. La superfície conreada dedicada al regadiu consistix en tarongers i hortalisses, mentres que el secà es dedica a la vinya, els ametlers i les garroferes.
La comercialització de les taronges constituïx la principal i gairebé única font d'ingressos per als habitants de Torrella.

## Alcaldia
Des de 2019 l'alcalde de Torrella és José Vicente Segarra Terol de l'Agrupació Independent de Torrella (AITOR).
| Període                       | Alcalde o alcaldessa       | Partit polític | Data de possessió | Observacions |
| ----------------------------- | -------------------------- | -------------- | ----------------- | ------------ |
| 1979–1983                     | Vicente Martínez Climent   | UCD            | 19/04/1979        | --           |
| 1983–1987                     | Vicente Martínez Climent   | AP-PDP-UL-UV   | 28/05/1983        | --           |
| 1987–1991                     | Vicente Martínez Climent   | AP             | 30/06/1987        | --           |
| 1991–1995                     | Vicente Martínez Climent   | PP             | 15/06/1991        | --           |
| 1995–1999                     | Vicente Martínez Climent   | PP             | 17/06/1995        | --           |
| 1999–2003                     | Vicente Martínez Climent   | PP             | 03/07/1999        | --           |
| 2003–2007                     | Francisco Moreno Gayà      | PSPV-PSOE      | 14/06/2003        | --           |
| 2007–2011                     | Francisco Moreno Gayà      | PSPV-PSOE      | 16/06/2007        | --           |
| 2011–2015                     | Francisco Moreno Gayà      | PSPV-PSOE      | 11/06/2011        | --           |
| 2015–2019                     | Francisco Moreno Gayà      | PSPV-PSOE      | 13/06/2015        | --           |
| 2019-2023                     | José Vicente Segarra Terol | AITOR          | 15/06/2019        | --           |
| Des de 2023                   | José Vicente Segarra Terol | AITOR          | 17/06/2023        | --           |
| Fonts: Generalitat Valenciana |                            |                |                   |              |

## Monuments

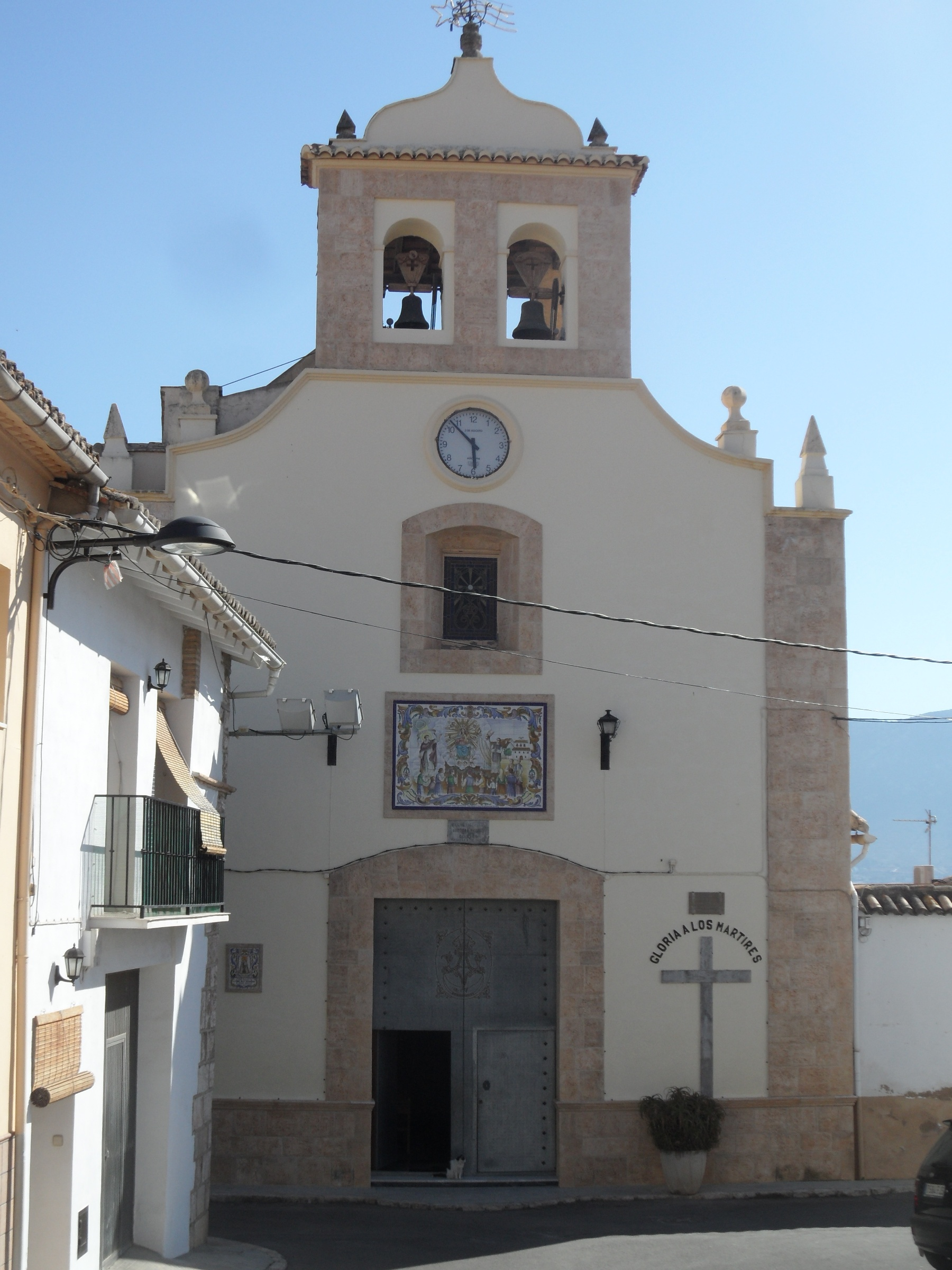
Església de la Mare de Déu dels Àngels

- Església de la Mare de Déu dels Àngels és un edifici del segle xiii, construït després del terratrèmol del 1748 que va assolar la comarca. El temple és una construcció típica d'estil neoclàssic amb planta rectangular i una sola nau central rodejada de 6 capelletes. També disposa de dos altars dedicats a Sant Vicent Ferrer i al Santíssim Crist de la Fe, així com un petit museu parroquial.
- Portal de l'Horta.
- Portal del Cementeri Vell.
- Pouet de Sant Vicent.
- Font de la Gastronomia.
- Calvari.

## Llocs d'interés
- La Serreta, un paratge natural amb una extensió de 4.550 m², compost principalment de plantes aromàtiques, garroferes, pins, carrasques i algun tipus de bardissa pròpia de la zona. A més, està enclavat en un punt immillorable des del qual s'albira tota la vall de Xàtiva i contornada.
- El Museu Etnològic Municipal de Torrella va ser creat l'any 1981 on es recrea les cases típiques del poble.

## Festes i celebracions
- Festes Patronals. Celebra les seues festes patronals a l'abril en honor del Santíssim Crist del Calvari, la Verge dels Àngels i Sant Vicent Ferrer.
- Verge dels Àngels. 2 d'agost.